# Диденок, Кирилл Александрович
Кири́лл Алекса́ндрович Дидено́к (род. 19 января 1990, Куйбышев, РСФСР, СССР) — российский блогер, менеджер, музыкальный продюсер, фотограф, маркетолог, основатель и генеральный директор группы компаний DIDENOK TEAM/.

## Биография
Кирилл Диденок родился 19 января 1990 года в Куйбышеве. Отец — Александр Петрович Диденок. Мать — Наталья Анатольевна Нефедова, учитель. У Кирилла есть две сестры — Виктория Диденок и Доната Диденок.
Получил образование менеджера в Московском государственном открытом университете имени В. С. Черномырдина. Работал фотографом, снимая на различных мероприятиях таких звёзд, как Вера Брежнева, Рома Жёлудь, Саша Буримова, Ян Гордиенко, Алина Ланина и многих других. Вместе с певцом Николаем Басковым отправился в гастрольный тур по 55 городам в качестве фотографа, в итоге проработал вместе с ним более двух лет.
Интерес Кирилла к блогерам и инфлюенсерам перерос в желание работать с ними. В 2013—2015 годах Диденок был пиар-менеджером и копирайтером digital-агентства «Nectarin», в 2015—2017 — PR-директором «Feedstars».
Кирилл Диденок, Пейзулла Магомедов и Максим Серов работали с блогерами в качестве менеджеров, приводили в компанию новые бренды. В 2017 году они создали селебрити-агентство Didenok Team. Спустя полгода к его штату добавились монтажёр и оператор. Первый офис находился в квартире Кирилла, затем некоторое время рабочие встречи проходили в кофейнях, и спустя полгода команда обосновалась в подвальном помещении арт-галереи подруги Кирилла. Первым блогером-клиентом агентства стала Катя Адушкина, первыми компаниями-клиентами — Vicks и Paulig. В 2018 году агентство начало сотрудничество с «Данон Россия».
Команда часто сталкивалась с отказами лейблов выпускать музыку блогеров, поэтому было принято решение основать новое музыкальное издательство — DNK Music, которое возглавил Максим Серов. Лейбл функционирует как продюсерский центр.
В ноябре 2019 года агентство Didenok Team вошло в ТОП 10 лучших агентств в сфере инфлюенс-маркетинга по версии AdIndex.
По состоянию на 2020 год в агентстве работают 45 человек: режиссёры, сценаристы, операторы, монтажёры, дизайнеры, креативщики, фотографы. Во время пандемии COVID-19 отменилось множество проектов, самый дорогостоящий из которых оценивается в 10 000 000 рублей.

## Личная жизнь
11 октября 2010 года Кирилл Диденок стал встречаться с Евой Олеговной Поповой. По воспоминаниям самой девушки, «попросив разрешения ухаживать» за ней. 15 мая 2014 года Ева взяла фамилию Диденок, а 11 июля пара сыграла свадьбу. 8 сентября 2018 года у пары родился первенец — Тимофей-Матвей. 18 мая 2021 года родилась дочь Эрика-Элиза.